# Изоталамус
Изоталамус — основная часть таламуса (более 90 % его общего объёма и более 90 % всех его ядер), содержащая типичные таламические ядра. Противопоставляется аллоталамусу, содержащему атипичные таламические ядра.